# Ferroglobus
Ferroglobus es un género de microorganismos hipertermófilos del dominio Archaea. Se conoce una sola especie, F. placidus, aislada en una fuente hidrotermal en sedimentos costeros en Italia. F. placidus tiene un crecimiento óptimo a temperatura de 85 °C y a pH neutro. No puede crecer a temperaturas inferiores a 65 °C ni a superiores a 95 °C. La célula posee una pared celular de tipo capa S y  flagelos.
Metabólicamente, Ferroglobus es bastante especial comparándolo con su pariente Archaeoglobus. F. placidus fue el primer hipertermófilo que se descubrió creciendo anaeróbicamente mediante la oxidación de compuestos aromáticos tales como  benzoato acoplada a la reducción de hierro férrico (Fe3+) a hierro ferroso (Fe2+). Puede usar también como fuentes de energía gas hidrógeno  (H2) y sulfuro de hidrógeno (H2S).
Debido a su estilo de vida anerobio, F. placidus utiliza nitrato (NO3-) como receptor final de electrones que es convertido nitrito (NO2-). También puede usar tiosulfato (S2O32-) como receptor final de electrones. Esta especie fue la primera archaea descubierta que puede realizar la oxidación anaerobia del hierro acoplada a la reducción de nitrato. Se cree que en el remoto pasado, cuando la tierra era anóxica, organismos similares a F. placidus ayudaron a crear los depósitos de hierro a menudo encontrados en las rocas antiguas.